# Anthophorula nitens
Anthophorula nitens är en biart som först beskrevs av Cockerell 1915.  Anthophorula nitens ingår i släktet Anthophorula och familjen långtungebin. Inga underarter finns listade i Catalogue of Life.